# دون بورتر
دون بورتر (بالإنجليزية: Don Porter)‏ هو ممثل أمريكي، ولد في 24 سبتمبر 1912 في الولايات المتحدة، وتوفي في 11 فبراير 1997 ببيفرلي هيلز في الولايات المتحدة. بدأ مشواره المهني سنة 1939.

## وصلات خارجية
- دون بورتر على موقع IMDb (الإنجليزية)
- دون بورتر على موقع تيرنر كلاسيك موفيز (الإنجليزية)
- دون بورتر على موقع أول موفي (الإنجليزية)
- دون بورتر على موقع قاعدة بيانات برودواي على الإنترنت (الإنجليزية)
- دون بورتر على موقع إن إن دي بي (الإنجليزية)
- دون بورتر على موقع قاعدة بيانات الفيلم (الإنجليزية)